# Sjálvstýri
Nýtt Sjálvstýri ("Nytt självstyre", tidigare Sjálvstýrisflokkurin) är ett socialliberalt politiskt parti på Färöarna. Partiet önskar färöisk självständighet från Danmark. Sjálvstýrisflokkurin uppstod som parti för Färöarnas lagting 1906, och registrerades som organisation 1909. En stor del av partiets ursprungliga organisation bröts ut och bildade Fólkaflokkurin 1940. Efter andra världskriget har partiet varit ett mindre centrumorienterat parti inom färöisk politik. Partiet bytte namn till Nýtt Sjálvstýri 2015.

## Historia

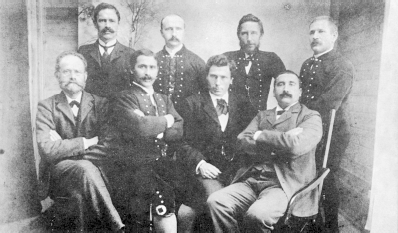
Sjálvstýrisflokkurins ursprungliga ledning från 1906.

Självständighetsrörelsen har sitt ursprung ur föreningen Føroya Framburðsfelag som samlade de färöiska nationella krafterna efter Julmötet 1888. Partiet har varit representerat i Lagtinget sedan 1906, även om partiet formellt inte bildades förrän 1909. Första ledaren var Jóannes Patursson och var till en början betraktat som raka motsatsen till Sambandsflokkurin. Detta är en roll som blivit mer eller mindre övertagen av Fólkaflokkurin idag.
En av huvudpunkterna för partiet i början var att arbeta genom Lagtinget för att uppnå så stort inflytande och självständighet för öarna som möjligt, i överenskommelse med den danska regeringen och Riksdagen. Flera kända självständighetsaktivister som Andrias Christian Evensen, Jákup Dahl och Símun av Skarði har representerat partiet i Lagtinget. Fram till 1918 var partiet ett minoritetsparti, men fick vid lagtingsvalet samma år för första, och enda gång, 11 mandat mot Sambandsflokkurins 9. Partiledaren Jóannes Patursson blev därefter Färöarnas representant i det danska Landstinget. Efter att Jóannes Patursson lämnade partiet och bildade det nya Fólkaflokkurin förlorade Sjálvstýrisflokkurin stora delar av sin politiska påverkan.
Vid valet 1946 fick partiet två representanter, de två bröderna Símun Petur Zachariasen från valkrets Norðoyar, och Louis Zachariasen från Suðurstreymoy. Sjálvstýrisflokkurin ingick koalition med Javnaðarflokkurin, för första och enda gång, för att uppnå representation. Javnaðarflokkurin var dock emot ett färöriskt självstyre, då detta kunde påverka den färöiska befolkningens levnadsstandard, men samarbetet var nödvändigt för representation. Detta skedde strax efter den färöiska folkomröstningen som ett självstyre, och situationen ledde till att partiet fick större inflytande än tidigare. Färöarnas hemstyreslag från 1948 blev ett resultat av ett tvärpolitiskt samarbete i Lagtinget mellan representanter från bland annat Sjálvstýrisflokkurin och Fólkaflokkurin.
Den första regeringen leddes av Sjálvstýrisflokkurin, Sambandsflokkurin och Javnaðarflokkurin, en regering som satt i två år, fram till 1950, och partiet var därefter kontinuerligt representerat i olika koalitionsregeringar från 1954 till 1975. Sjálvstýrisflokkurin var senare med i regeringar 1981–1989, 1993–2004 och 2011–2013. Partiet är ofta vågmästare när ny regering skall utses. 

## Ledare
| Partiledare - Jógvan Skorheim 2015– - Kári P. Højgaard 2011–2015 - Kári á Rógvi 2010–2011 - Kári P. Højgaard 2003–2010 - Eyðun Elttør 2001–2003 - Sámal Petur í Grund 2001 - Helena Dam á Neystabø 1994–2001 - Hilmar Kass 1971–1994 - Louis Zachariasen - Edward Mitens 1936–1939 - Jóannes Patursson 1909–1936 |  | Gruppledare - Kári P. Højgaard 2013– - Jógvan Skorheim 2011–2013 - Kári P. Højgaard 2001–2011 - Sámal Petur í Grund 1998–2001 - Helena Dam á Neystabø 1993–1998 - Lasse Klein 1988–1993 - Hilmar Kass 1970–1988 |

## Valhistorik
Lagtingsval
| År   | Sammanlagda röster | Sammanlagda röster | Mandat  |
| År   | #                  | %                  | Mandat  |
| ---- | ------------------ | ------------------ | ------- |
| 1906 | 579                | 36,6               | 8 / 20  |
| 1908 | 340                | 33,9               | 7 / 20  |
| 1910 | 289                | 24,3               | 7 / 20  |
| 1912 | 365                | 41,6               | 7 / 20  |
| 1914 | 625                | 47,2               | 8 / 20  |
| 1916 | 542                | 51,7               | 9 / 20  |
| 1918 | 2 938              | 49,7               | 11 / 20 |
| 1920 | 2 476              | 41,6               | 10 / 20 |
| 1924 | 2 450              | 31,1               | 10 / 23 |
| 1928 | 2 680              | 42,3               | 11 / 23 |
| 1932 | 2 931              | 37,3               | 8 / 21  |
| 1936 | 2 694              | 34,2               | 8 / 24  |
| 1940 | 1 365              | 16,2               | 4 / 24  |
| 1943 | 1 001              | 10,4               | 0 / 25  |
| 1945 | 1 239              | 9,4                | 0 / 23  |
| 1946 |                    |                    | 2 / 20  |
| 1950 | 957                | 8,2                | 2 / 25  |
| 1954 | 908                | 7,1                | 2 / 27  |

| År   | Sammanlagda röster | Sammanlagda röster | Mandat |
| År   | #                  | %                  | Mandat |
| ---- | ------------------ | ------------------ | ------ |
| 1958 | 816                | 5,9                | 2 / 30 |
| 1962 | 892                | 5,9                | 2 / 29 |
| 1966 | 867                | 4,9                | 1 / 26 |
| 1970 | 1 010              | 5,6                | 1 / 26 |
| 1974 | 1 430              | 7,2                | 2 / 26 |
| 1978 | 1 626              | 7,2                | 2 / 32 |
| 1980 | 1 953              | 8,4                | 3 / 32 |
| 1984 | 2 135              | 8,5                | 2 / 32 |
| 1988 | 2 033              | 7,1                | 2 / 32 |
| 1990 | 2 489              | 8,8                | 3 / 32 |
| 1994 | 1 438              | 5,6                | 2 / 32 |
| 1998 | 2 116              | 7,7                | 2 / 32 |
| 2002 | 1 351              | 4,4                | 1 / 32 |
| 2004 | 1 461              | 4,6                | 1 / 32 |
| 2008 | 2 243              | 7,2                | 1 / 33 |
| 2011 | 1 290              | 4,2                | 1 / 33 |
| 2015 | 1 301              | 4,0                | 2 / 33 |